# Onderwijsassistent
Een onderwijsassistent of onderwijsassistente is een medewerker in het Nederlandse basisonderwijs, voortgezet onderwijs, speciaal onderwijs, het voortgezet speciaal onderwijs en de volwasseneneducatie. 
Onder verantwoordelijkheid van de leraar verrichten onderwijsassistenten eenvoudige, routinematige onderwijsinhoudelijke taken en begeleiden ze leerlingen bij het verwerven van vaardigheden. Daarnaast hebben zij verzorgende taken, bijvoorbeeld kinderen helpen bij het aankleden of bij het opruimen van een klaslokaal. Ook kunnen onderwijsassistenten kleine groepen met langzame of juist snelle leerlingen ondersteunen. Verder kunnen zij eraan bijdragen dat kinderen sociale en andere vaardigheden aanleren, zoals luisteren, opruimen of vragen stellen. Ten slotte kunnen de assistenten helpen om lesmateriaal samen te stellen voor bijzondere projecten.
De onderwijsassistent zelf is gevormd op mbo-niveau 4.
Ondersteunende taken zijn onder andere: 
- Individuele begeleiding
- Toetsen afnemen en verwerken
- Groepsondersteuning bij praktijkonderwijs
- Huiswerkbegeleiding
- OLC-medewerker
- Activiteiten begeleiding
- Begeleiden van buitenschoolse activiteiten
- Verzorgende taken (waar nodig, anders spreken we over een klassenassistent mbo-niveau 3)
- Luisterend oor zijn